# Devaguttahalli, Sidlaghatta
Devaguttahalli là một làng thuộc tehsil Sidlaghatta, huyện Kolar, bang Karnataka, Ấn Độ.